# 桜本広樹
桜本 広樹（さくらもと ひろき、1961年9月26日 - ）は日本の政治家。山梨県議会議員（3期）、第130代山梨県議会議長、南アルプス市議会議員（1期）を歴任した。

## 経歴
山梨県立巨摩高等学校、東洋大学卒業。2004年11月28日、南アルプス市議会議員選挙に無所属で立候補して、28人中24位で初当選を果たした。2007年4月8日、南アルプス市選挙区から山梨県議会議員選挙に無所属で立候補したが、次点で落選した。2011年4月10日、再度無所属で県議選に立候補して今度はトップで初当選を果たした。以後、2回当選し2015年の選挙からは自由民主党公認で当選している。県議会では、教育厚生委員長、県監査委員などを歴任した。2020年12月15日、第130代山梨県議会議長に選出された。2023年2月9日、南アルプス市長選に立候補を表明。現市政を「市民不在の市政で前進よりも停滞している」と指摘し、「南アルプス市を日本一の住みよい街にしたい」と決意表明した。2023年4月の南アルプス市長選に立候補し、現職の金丸一元に破れた。

### 議長として
2021年3月25日の定例記者会見で、長崎幸太郎県知事が2月定例会で修正可決された当初予算の再議を要請したことについて「再議を要請する際に、県執行部の説明が必要ではなかったか」と苦言を呈した。同年7月6日、「自由民主党・山梨」、「自由民主党新緑の会」、「未来やまなし」（立憲民主党系）が議長不信任決議案を提出し、提出会派の1人を除いた賛成多数で可決された。法的拘束力はない。所属する「自民党誠心会」と自民系2会派は県有地を巡って対立をしていることが背景と見られている。翌7日に会見を開き、議長職を続ける意向を表明した。2022年9月12日の記者会見で議会の沈静化を理由に、同月21日に議長を辞任する意向を表明した。21日に、後任の議長として久保田松幸が就任した。